# باب مكة (سور جدة)
باب مكة أحد أبواب سور جدة الثمانية، يقع باب مكة في منطقة جدة التاريخية وسط مدينة جدة غرب المملكة العربية السعودية، يعد باب مكة بوابة جدة الشرقية، ويقع أمام سوق البدو وينفذ إلى أسواق الحراج والحلقات الواقعة خارج السور، كما كان الباب أيضا معبرا للجنائز المتجهة إلى مقبرة شيخ الأسد الواقعة في تلك الناحية خارج السور.

## حاليا
مازال باب مكة واقفا شامخا في منطقة جدة التاريخية وسط البلد بعد أن أجريت عليه أعمال الترميم، واليوم أصبح باب مكة مكان شعبي للتسوق وشراء البضائع، وأصبحت مع مرور الزمن تزداد جاذبية منطقة باب مكة وسط جدة، إذ يحظى المكان التاريخي بتدفق الزوار والسياح عليها بكثافة للتبضع، على الرغم من انتشار المولات والأسواق الحديثة في المحافظة، ويعكس باب مكة الحركة التجارية النشطة في جدة، لاحتوائه على المتاجر التي تبيع كل ما يحتاجه الناس وبأسعار مناسبة، فضلا عن أن المنطقة القديمة تحتضن العديد من الآثار التاريخية مثل مسجد الشافعي وبيت نصيف والعديد من المعالم التي تستهوي السياح.

## وصلات خارجية
- موقع باب مكة على الخريطة